# William Blount
William Blount (Windsor, Carolina del Norte, 26 de marzo de 1749-Knoxville, Tennessee, 21 de marzo de 1800) fue un estadista estadounidense, especulador de la tierra y uno de los firmantes de la constitución de Estados Unidos. Fue miembro de la delegación de Carolina del Norte en la Convención de Filadelfia de 1787 y dirigió los esfuerzos en Carolina del Norte para ratificar la Constitución en 1789. Posteriormente fue el único gobernador del Territorio del Sudoeste y desempeñó un papel destacado en ayudar al territorio a obtener la admisión a la Unión como el estado de Tennessee. Fue seleccionado como uno de los senadores iniciales de Tennessee en 1796.
Nacido en una destacada familia de Carolina del Norte, Blount sirvió como pagador durante la Guerra Revolucionaria Americana. Lo eligieron a la legislatura de Carolina del Norte en 1781, donde permaneció en un papel u otro durante la mayor parte de la década, la excepción era dos términos en el congreso continental en 1782 y 1786. Blount empujó esfuerzos en la legislatura para abrir las tierras del oeste de los Apalaches a la liquidación. Como Gobernador del Territorio del Suroeste, él negoció el Tratado de Holston en 1791, trayendo millares de acres de tierras indias bajo control de los Estados Unidos.
Fue un agresivo especulador de tierras. Blount gradualmente adquirió millones de acres en Tennessee y el oeste trans-Apalache. Sus arriesgadas inversiones en tierras le dejaron endeudado y en la década de 1790 conspiró con Gran Bretaña para apoderarse de la Luisiana Española, con la esperanza de aumentar los precios de la tierra en el oeste. Cuando la conspiración fue descubierta en 1797, fue expulsado del Senado, y se convirtió en el primer funcionario público de Estados Unidos que se enfrentó a un juicio político. Blount sin embargo seguía siendo popular en Tennessee, y sirvió en el senado del estado durante los últimos años de su vida.

## Distinciones
El Condado de Blount en Tennessee se nombrará así en su honor, igual que la ciudad de Blountville en el condado de Sullivan. El condado de Grainger, Tennessee, y Maryville, se nobrarán por su esposa, Mary Grainger Blount. La Escuela Primaria William Blount y la Escuela Primaria Mary Blount, ambas en el Condado de Blount, reciben también su nombre de y el de su esposa, respectivamente. 
El condado de Blount, Alabama, se llama así por su hermanastro más joven, Willie Blount. Blount Street en Raleigh, Carolina del Norte,  y Blount Street en Madison, Wisconsin, son ambos nombrados en honor de Blount. Otras entidades nombradas para Blount incluyen el fuerte Blount, que funcionó en el condado de Jackson, Tennessee, en el 1790s, y Blount College, el precursor de la universidad de Tennessee, que fue fundado en Knoxville en 1794.
La mansión de Blount todavía existe en Knoxville y es actualmente un museo administrado sin fines de lucro por la Blount Mansion Association. La casa ha sido designada como Hito Histórico Nacional y se ha añadido al Registro Nacional de Lugares Históricos. El hogar de la infancia de Blount en el condado de Pitt, se quemó en los años 60, aunque se colocó un marcador histórico en el sitio.
Hay una estatua de bronce de Blount de tamaño natural formando parte de la exhibición del "Signer's Hall " del Centro Nacional de la Constitución en Filadelfia. Una placa conmemorativa en la rotonda del primer piso del Capitolio del Estado de Carolina del Norte honra a Blount y a los otros dos firmantes de la Constitución de Carolina del Norte, Richard Dobbs Spaight y Hugh Williamson.